# Leptonycteris curasoae
Leptonycteris curasoae es una especie murciélago que pertenece a la familia Phyllostomidae. Es nativo del Caribe y el norte de Sudamérica.

## Distribución
Su área de distribución incluye Aruba, Bonaire, San Eustaquio, Saba, Curaçao, el noreste de Colombia y el norte de  Venezuela, incluyendo isla de Margarita. Es una especie migratoria. 